# Christopher Bissel
Christopher Bissel (* 3. September 1995 in Erlangen) ist ein deutscher Handballspieler, seine Position ist Linksaußen. Er ist 1,85 m groß und wiegt 83 kg.

## Karriere
Der 1,85 m große Christopher Bissel begann seine Handballkarriere im Alter von 10 Jahren beim HC Erlangen. Er durchlief sämtliche Jugendmannschaften des fränkischen Handballclubs und gehört seit der Saison 2015/16 zum Profi-Kader des HC Erlangen. Neben dem Handball studierte Christopher Bissel Jura an der Friedrich-Alexander-Universität in Erlangen. Mit dem HC Erlangen erreichte er in der Saison 2016/17 den 9. Tabellenplatz in der Handball-Bundesliga. In insgesamt 52 Bundesligaspielen erzielte er 63 Tore bei einer Wurfquote von 70,27 %.

## Sonstiges
Seine Schwester Anika, die Ehepartnerin des Fußballtorhüters Manuel Neuer, spielt ebenfalls im Leistungsbereich Handball.